# پسودوپرونوسپورا هومولی
پسودوپرونوسپورا هومولی یک پاتوژن گیاهی است که باعث ایجاد سفیدک کرکی در گیاه رازک می شود.

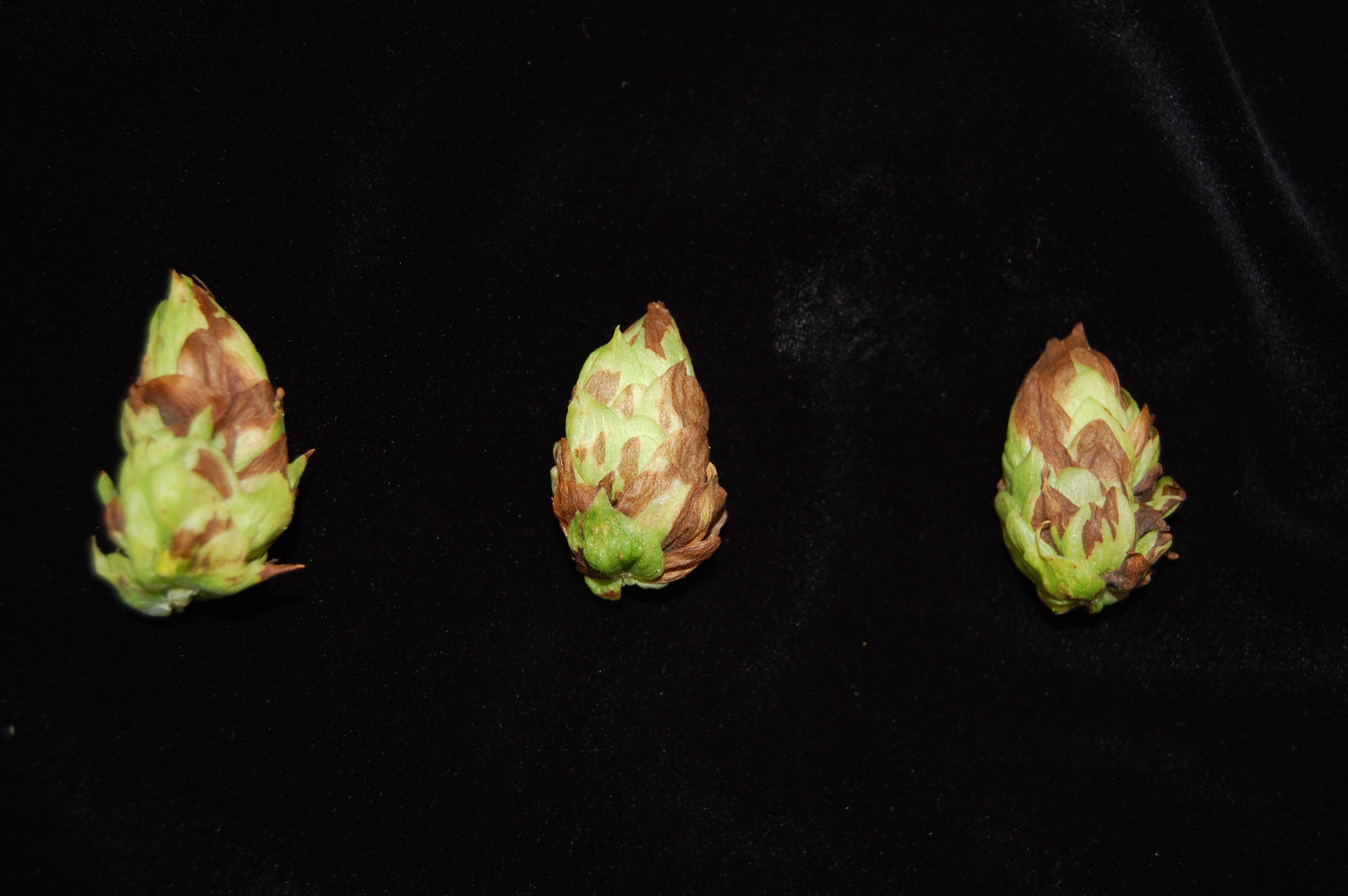
مخروط های گیاه رازک آلوده به Pseudoperonospora humuli. رنگ قهوه ای یک علامت مشخص است.

## میزبان و علائم
کپک پرزکی روی رازک توسط پاتوژنی به نام Pseudoperonospora humuli ، که یک پروتیست اوومیست است، ایجاد می شود. P. humuli فقط می تواند در بافت میزبان زنده زندگی و رشد کند. این پاتوژن مانند بسیاری از کپک های دروغی، میزبان خاص خود را دارد. رازک ( Humulus lupulus ) و همچنین رازک ژاپنی ( Humulus japonicas ) تنها میزبان این پاتوژن هستند. 
"خوشه های پایه" بارزترین علامت سفیدک کرکی در گیاه رازک است. این ساختارها از شاخه‌های آلوده سیستمیک به وجود می‌آیند، کوتاه هستند و دارای برگ‌های شکننده و پیچ‌دار رو به پایین هستند.از آن‌ها توده‌هایی از اسپورانژیوفورهای بنفش تا سیاه و اسپورانژیا تولید می‌شود».  این سنبله ها به 3 شکل مجزا می توانند وجود داشته باشند:
1)  از تاج های رازک آلوده، "سنبله های اولیه" به وجود می آیند.
2) از مریستم های آپیکال آلوده، "سنبله های ثانویه"  به وجود می آیند.
3)  روی شاخه‌های جانبی، «سنبله‌های هوایی» دیده ایجاد می‌شوند.
سنبله‌های اولیه و ثانویه در سفیدک کرکی روی رازک باعث به وجود آمدن شاخساره‌ها و برگ‌های شکننده می‌شوند. همچنین، سنبله‌های اولیه موجب کوتاه شدن میانگره‌ها نیز می‌شوند.
سنبله‌های هوایی تأثیر منفی بر رشد گیاه می‌گذارند و در نتیجه باله‌ها (ساقه‌های بلند و انعطاف‌پذیری) که گیاه از آنها برای بالا رفتن استفاده می‌کند، از رشته‌ای که رازک اجازه صعود روی آن را دارد، دور می‌شوند.
برگ‌های آلوده نیز از بنفش خاکستری تا سیاه تغییر رنگ می‌دهند و مخروط‌های آلوده سفت و قهوه‌ای می‌شوند و رشد گیاه را مختل می‌کنند.

## چرخه بیماری
سفیدک کرکی روی رازک (Pseudoperonospora humuli) یک چرخه بیماری چند حلقه‌ای دارد. این پاتوژن در فصل زمستان به صورت میسلیوم در تاج‌های رازک زندگی می‌کند و زمستان گذرانی می‌کند. در فصل بهار، پاتوژن جوانه‌های طوقه را آلوده می‌کند و در نتیجه، در شرایط صحیح، شاخه‌های آلوده و سنبله‌های پایه اولیه ظاهر می‌شوند که این مرحله را آغاز چرخه‌ی بیماری تلقی می‌کنیم. همچنین، طوقه‌های آلوده می‌توانند شاخه‌های غیرعفونی تولید کنند که این امر باعث ایجاد چرخه‌ی چند حلقه‌ای می‌شود، زیرا اسپورانژیوفورها با اسپورانژیا در سطح زیرین برگ‌های آلوده ظاهر می‌شوند. اسپورانژیوم‌های بالغ از طریق باد پراکنده می‌شوند و زئوسپورها را آزاد می‌کنند تا برگ‌ها، مخروط‌ها و شاخساره‌ها را آلوده کنند. این چرخه‌ی ثانویه یا اسپورزایی و عفونت در طول فصل ادامه دارد. میسلیوم‌ها به طور سیستماتیک در سرتاسر گیاه رشد می‌کنند که به عفونت طوقه و جوانه‌ها منجر می‌شود و در آن پاتوژن زمستان گذرانی می‌کند. 
سفیدک کرکی روی رازک (Pseudoperonospora humuli) دارای یک مرحله جنسی نیز است که در آن یک آنتریدیوم اوگونیوم بارور می‌شود و یک اوسپور نوترکیب تولید می‌کند. این اوسپورها در چرخه زندگی اومیست‌ها به عنوان ساختار اصلی بقای آنها تصور می‌شوند، اما نقش دقیق آنها در عفونت اولیه سفیدک کرکی روی رازک هنوز معلوم نیست. 

## محیط
شرایط محیطی مورد ترجیح Pseudoperonospora humuli، پاتوژن ایجادکننده سفیدک کرکی روی رازک، با سایر اومیست‌ها و پاتوژن‌های قارچی مشابه هماهنگ است. عوامل محیطی نظیر رطوبت بالا و دمای نسبتا گرم، فرآیند جوانه‌زنی بیشتری از عوامل بیماریزا را تسهیل می‌بخشند. بنابراین، این شرایط ممکن است بر افزایش فراوانی و شیوع بیماری تاثیر گذار باشند. 

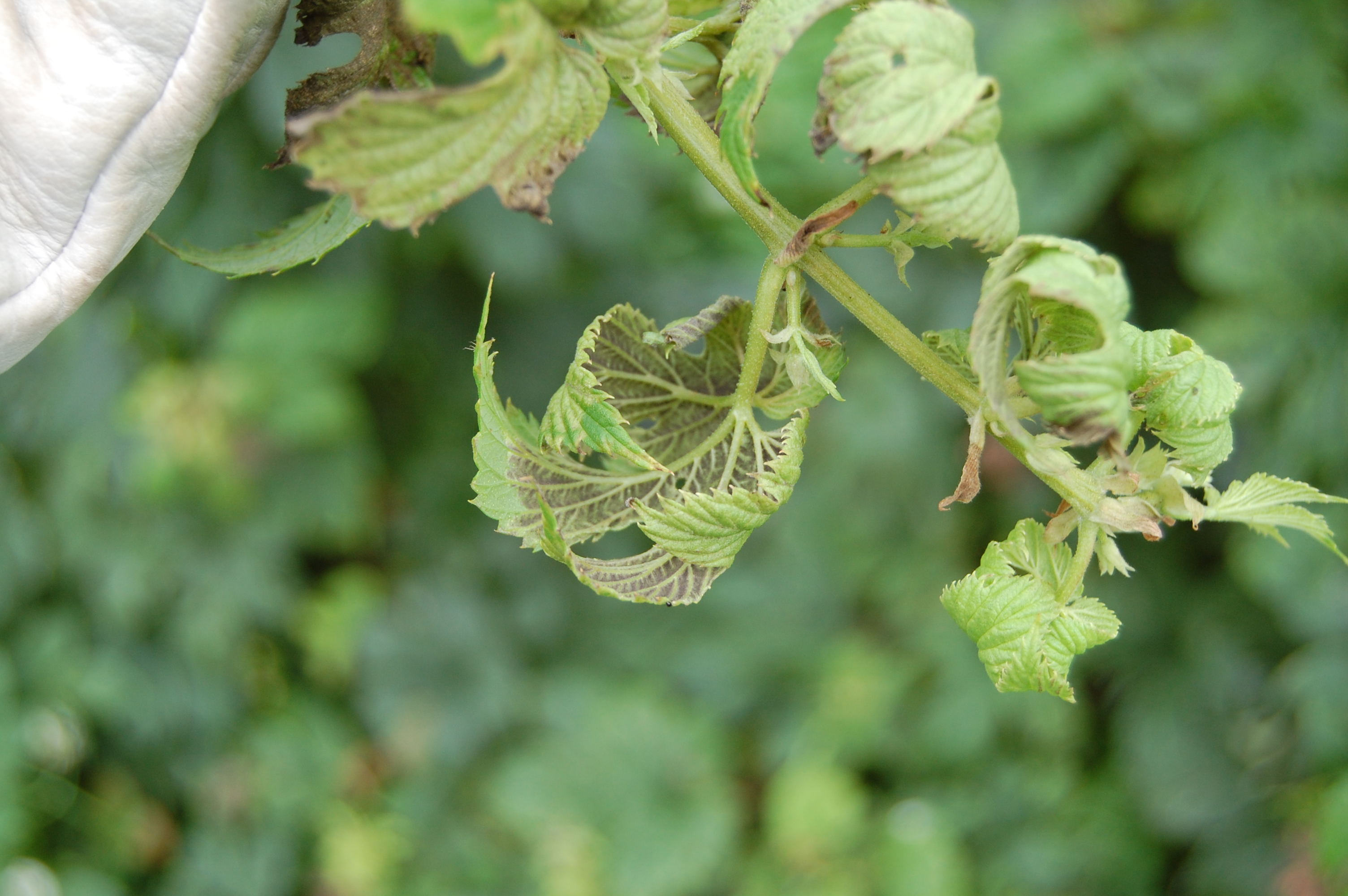
سطح زیرین برگ رازک آلوده به Pseudoperonospora humuli. رنگ تیره با هاگ زایی سازگار است.

توسعه و شدت بیماری سفیدک کرکی روی رازک به تعدادی از عوامل محیطی بستگی دارد. مطالعات نشان داده‌اند که ساعات رطوبت نسبی بیش از 80 درصد، درجه‌ساعت رطوبت، و میانگین دمای شبانه از جمله پارامترهای مهمی هستند که در پیش‌بینی حساسیت گیاهان به عفونت بسیار اهمیت دارند.
پاتوژن P. humuli رطوبت بالا و دماهای ملایم گرم از 15.5 تا 21 درجه سانتی‌گراد (معادل 60-70 درجه فارنهایت) را ترجیح می‌دهد. درجه سانتی‌گراد 5 یا کمتر نیز می‌تواند عفونت برگ را نتیجه دهد، اما اگر رطوبت برای 24 ساعت یا بیشتر باقی بماند، نقش اولیه سطح رطوبت در عفونت را نشان می‌دهد، به عبارت دیگر، رطوبت برای مدت زمان طولانی مهمترین عامل برای عفونت اولیه است. 